# Carácter (música)
El carácter es la propiedad por medio de la cual se manifiestan los sentimientos en la música, el sentimiento que requiere toda idea musical; puede ser de alegría, tristeza, solemnidad, melancolía, dulzura... Los términos que nos indican el carácter se escriben generalmente al principio de la obra junto a la indicación de movimiento (tempo).

## Forma de indicación
El carácter se indica, por lo general, con términos italianos.

### Principales indicaciones de carácter
A continuación, se enumeran los indicadores de carácter más usados con sus significados:
- agitato: agitado, excitado.
- animato: animado
- dolce: dulce
- con anima: con alma, con mucha carga sentimental.
- con brio o vitamente: con brío, con vida.
- con grazia, giocoso o grazioso: con gracia.
- deciso: decidido, seguro.
- comodo: cómodo.
- con amore: con amor.
- con passione, passionato, passionatamente, con fuoco: con pasión, con fuego.
- con dolore, 'doloroso o dolorosamente: con dolor.
- espressivo: expresivo, con mucha transmisión sentimental.
- lontano: lejano.
- maestoso: majestuoso, lleno de dignidad.
- marziale: marcial.
- mesto, lacrimoso o piangevole: triste, con tristeza.
- misterioso: misterioso.
- mosso: movido.
- piacévole: placentero.
- risoluto: resuelto.
- scherzando: jugueteando.
- sémplice: simple.
- tranquillo: tranquilo, con paz.
- vigore: vigoroso.

### En otros idiomas
Algunos compositores usan expresiones propias de su idioma para referirse al carácter. Por lo tanto, algunos términos provienen del inglés, del francés, del alemán y del latín, lo cual aparecerá indicado mediante las abreviaturas «(ing.)», «(fr.)», «(al.)» y «(lat.)», respectivamente. 
- elegíe (fr.): dramático.
- emporté (fr.): excitado.
- facilement (fr.): fácil, con simpleza.
- kräftig (al.) fuerte, vigoroso.
- vigueur (fr.): vigoroso.

### Expresiones complementarias
Son expresiones que acompañan a la palabra y que limitan su significado; es decir, pueden hacer que la palabra pierda o sume valor. Por ejemplo:
- etwas krafting (al.): algo fuerte.
- sehr krafting (al.): muy fuerte.
- molto o assai (it.): mucho, muy.
- sehr (al.): muy.
- très (fr.): muy.
- assez (fr.): bastante, suficiente, a veces sinónimo de assai.
- ziemlich (al.): muy, bastante, considerable o más bien.
- più: más.
- etwas (al.): algo.
- poco (es.): poco, escasamente.
- wenig (al.): un poco, no mucho.

## El carácter y el movimiento
Si bien el carácter y el movimiento son distintos elementos, están íntimamente relacionados.
Esto significa, por ejemplo, que si una pieza posee un carácter tranquillo (tranquilo), el movimiento jamás será rápido.
Del mismo modo, cuando el movimiento de una pieza es ad líbitum o a voluntad del intérprete, también suele serlo su carácter.
- Datos: Q2838836